# Ізраїльсько-іранська конфронтація 10 лютого 2018
10 лютого 2018 року відбулася п'ятигодинна конфронтація між Ізраїлем та силами Ірану та Сирії. Іранський БПЛА о 4:00 ранку порушив повітряний простір Ізраїлю, у відповідь на що ВПС Ізраїлю підняли в повітря щонайменше 8 винищувачів та завдали ударів по іранській базі безпілотників на території Сирії. Під час вильоту один ізраїльський винищувач було збито силами сирійського ППО. У відповідь на збиття, Ізраїль підняв другу хвилю винищувачів, ще більш масовану за першу. Було завдано ударів по позиціям чотирьох полків ППО на території Сирії, військового аеродрому та декількох штаб-квартир. Конфронтація завершилася о 9:00, імовірно після телефонного дзвінка Путіна до Ізраїлю.

## Перебіг подій
В 4:30 по місцевому часу ізраїльський  AH-64 Apache збив БПЛА RQ-170 Sentinel біля міста Бейт-Шеан. Іранський дрон було помічено на взлеті з сирійської бази, він пролетів вздовж йорданського кордону, і був перехоплений за 90 секунд після перетину ізраїльського кордону. Ізраїльський журналіст Рон Бен-Ішай заявив що іранський дрон було доставлено для перевірки.
В свою чергу Ізраїль вдарив по авіаційні базі Тіас 8 винищувачами F-16, з якої й було запущено БПЛ, незважаючи на застереження Росії про близьке розміщення її військової бази. У відповідь на атаку Сирія активувала ППО внаслідок чого було збито один F-16 над півночем Ізраїлю. Двома неділями пізніше Ізраїльська ППО заявила що F-16 було збито ЗРК С-200.

## Матеріали
- Tom Cooper, The February 2018 Air War between Israel, Syria and Iran Was Brief and Violent [Архівовано 7 березня 2018 у Wayback Machine.](англ.) // nationalinterest.org, 26 лютого 2018 (переклад1 [Архівовано 6 березня 2018 у Wayback Machine.], переклад2 [Архівовано 6 березня 2018 у Wayback Machine.])